# Meta Guacha
Meta Guacha es una agrupación argentina de cumbia villera formada en 1999 por el cantante chileno Traiko Milenko Pinuer en la localidad de Florencio Varela, Provincia de Buenos Aires.

## Biografía

### Historia
La agrupación Meta Guacha fue formada a finales de 1999 en Florencio Varela por el cantante de origen chileno Traiko Milenko Pinuer. Traiko, de abuelos yugoslavos, nació en Chile en 1971 y dos años después huyó con su familia hacia la Argentina debido al golpe de Estado acaecido en el país austral. Anteriormente, Traiko formaba parte de la agrupación Los Dora2 (con la que en ese momento había publicado un álbum llamado 10 años contigo).
La formación original fue conformada por Gustavo Daniel Peralta (guitarra), Héctor David Peralta (teclado), Roger Amancio Belizan (conga), Aldo Mariano Isea (octapad), Alejandro Daniel Villalba (bajo), Cristian Ramón Navarro (güiro) y Alejandro David Salto (timbaleta) y Traiko (quien en esos momentos trabajaba en una estación de servicio). Esta formación se encargó de grabar el primer sencillo de la agrupación, producción que constaba de tres canciones, entre las que se encontraba «Alma Blanca», inspirada en la primera peregrinación de Traiko a la Virgen de Luján y pieza fundamental en la discografía del grupo. Su primer álbum de estudio, Lona, cartón y chapa (2000), reflejaba el difícil momento a nivel social que vivía la Argentina en ese momento, con el título haciendo referencia a las viviendas improvisadas que utilizaban muchas personas de escasos recursos económicos.
En el 2004 después de lanzar su quinto disco y ver qué no han tenido el éxito esperado, el dueño de la marca (en aquel entonces Magenta) tuvo un par de desacuerdos con el compositor de dicha banda logrando que posteriormente se armen un grupo aparte usando otra denominación llamado "Traiko y Meta Guacha" lanzando una mini difusión que constaba de tres temas entre ellos "virgencita" (la tercera parte del tema "alma blanca") e "inocencia". Tiempo después, la banda termina cambiando de integrantes y modificando su nombre con un estilo renovado acorde a la época, llamándose "Traiko y la Colombiana" llegando a lanzar su primer disco y también a presentarse en distintos programas y medios de comunicación.
En 2006 fue publicado el álbum Después de Todo (dando a entender de esta manera su regreso) mediante un acuerdo con dicha discográfica, por lo cual tuvo una presencia ante las radios de la zona como también de la gente que seguía a la banda.
Desde el 2008, Traiko retomó el proyecto con hasta ahora su alineación actual, compuesta por los músicos Pablo Badaracco (guitarra), Maximiliano Lombardi (teclados), Germán Alegre (bajo), Nicolás Carrizo (timbal), Tomás Palavecino (octapad) y Marcelo Badaracco (trompeta), con quienes ha realizado exitosas giras en su país de origen y en países como Chile, México, Uruguay, Paraguay y Bolivia.

### Popularidad
Durante el auge de la cumbia villera, criticada por los medios de comunicación por sus letras sobre alcohol, sexo y drogas, Meta Guacha se diferenció de otros artistas del género por presentar un contenido más testimonial, como es el caso de su ya mencionado éxito «Alma Blanca», que habla sobre las desigualdades sociales y sobre el peregrinaje a la Virgen de Luján, patrona de Argentina, Uruguay y Paraguay.
Desde aquel momento, el éxito obtenido le ha permitido a la agrupación el reconocimiento en países de habla hispana como Chile, Colombia y México, entre otros como también en su mismo país. 
Luego de varios años, la discográfica Magenta lanzó reediciones de varios álbumes, entre ellos el clásico Lona, cartón y chapa en 2012. El mismo año fueron lanzadas al mercado ediciones de los álbumes Locura transitoria, Ollas vacías, Va como trompada y Después de todo.

### Actualidad
En 2018, Meta Guacha firmó un contrato de distribución digital con la compañía MOJO. Ese mismo año publicó exitosos sencillos como «Negro cumbiero», «Tanto amor» y «Después de ti quién» por lo cual algunos de esos temas fueron grabados años atrás pero esta vez, con repercusión en la popular plataforma YouTube. En 2019 la agrupación ha publicado siete sencillos y ha presentado los vídeoclips oficiales de las canciones «Gato», «Iván» y «Adiós amor».

## Discografía

### Álbumes de estudio
- Lona, Cartón y Chapa (2000)
- Locura Transitoria (2001)
- Ollas Vacías (2002)
- Va Como Trompada (2003)
- Vamos a meter guacha (2004)
- Después de todo (2006)

### Álbumes no oficiales
- Más de una década metiendo guacha (2013)

### Sencillos y EP
| Año  | Título                                | Discográfica |
| ---- | ------------------------------------- | ------------ |
| 2018 | «Tanto amor»                          | MOJO         |
| 2018 | «Después de ti quién»                 | MOJO         |
| 2018 | «Negro Cumbiero»                      | MOJO         |
| 2019 | «Fui feliz»                           | MOJO         |
| 2019 | «Pensando en ti»                      | MOJO         |
| 2019 | «Gato»                                | MOJO         |
| 2019 | «Iván»                                | MOJO         |
| 2019 | «Loco por ti»                         | MOJO         |
| 2019 | «Adiós amor» (con Kombo del callejón) | MOJO         |
| 2019 | «En vivo en la Mágica»                | MOJO         |
| 2019 | «No podrás olvidarme»                 | MOJO         |

### Colaboraciones
En el año 2017, en la fiesta de Celebración de los 10 años de Santaferia, Meta Guacha tocó junto al grupo chileno su éxito Alma Blanca, durante un recital en vivo en el Movistar Arena de Santiago.